# Baltic Pride

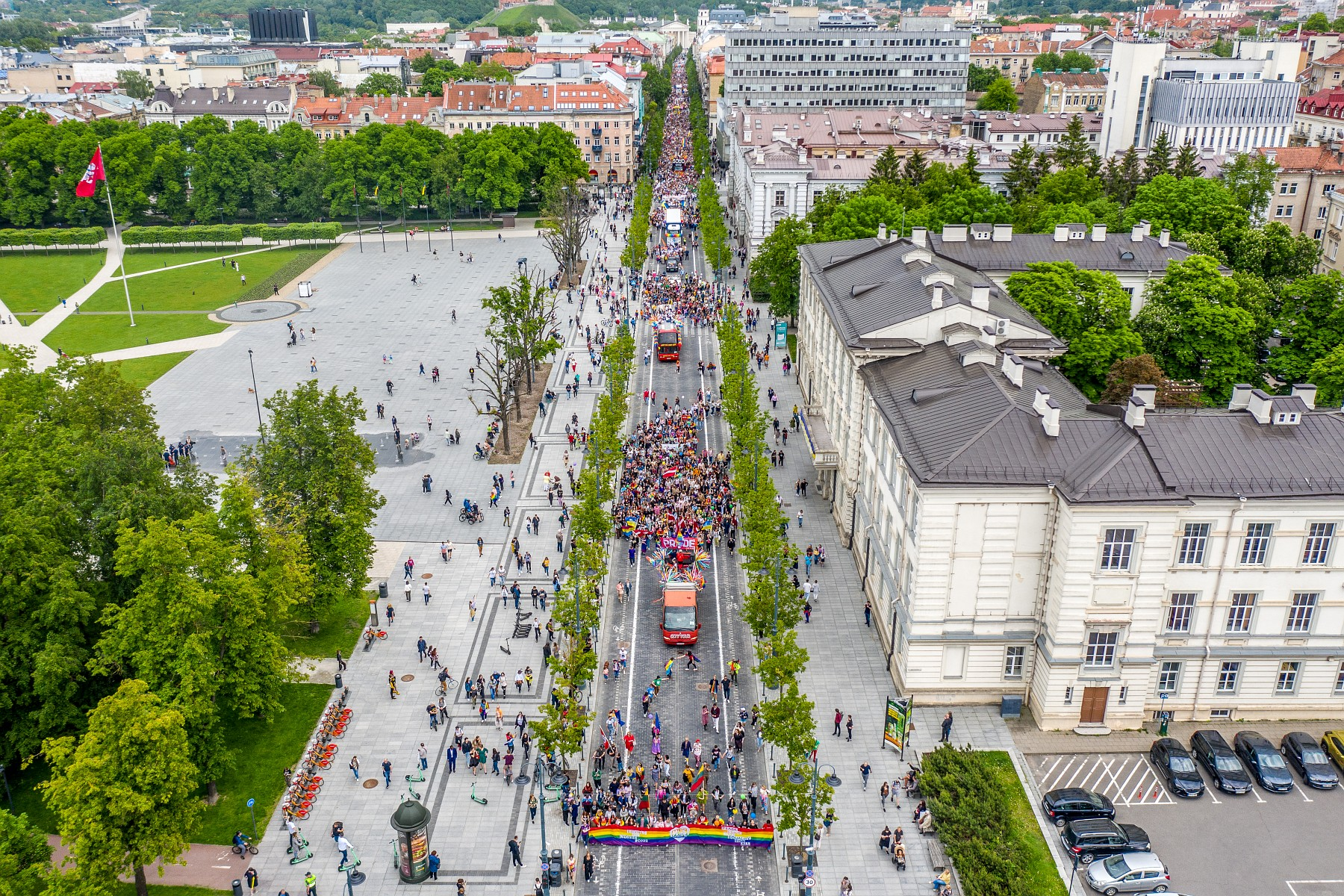
Baltic Pride 2022 (Vilnius)

Baltic Pride ist eine jährliche LGBT-Parade, die abwechselnd in einer der drei Hauptstädte der baltischen Staaten stattfindet, Vilnius, Riga & Tallinn.
Hierbei geht es um die Sichtbarkeit von LGBT-Menschen und um Themen wie Toleranz und Akzeptanz.
Seit 2009 sind die Hauptorganisatoren der Baltic-Pride die baltischen nationalen LGBT-Organisationen Mozaīka für Lettland, LGL für Litauen und Eesti LGBT Ühing für Estland.
Die Veranstaltung findet jedes Jahr im Juni statt.

## Geschichte
2010 kam es zum ersten Baltic Pride in Vilnius mit 300 Teilnehmern. Die Veranstaltung war ursprünglich verboten worden. Zwei Tage vor der Demonstration hob das oberste Verwaltungsgericht Litauens das entsprechende Verbot auf. Zu den Teilnehmern gehörten auch Schwedens Europaministerin Birgitta Ohlsson und der Bundestagsabgeordnete Volker Beck. Es kam zu einer Gegendemonstration mit 2.000 bis 3.000 Demonstranten. Auf Grund von Angriffen auf die Demonstration löste die Litauische Polizei die Gegendemonstration auf. Unter den Organisatoren der litauischen Anti-Gay Proteste und der Gegendemonstrationen von Baltic Pride Parade in Vilnius befand sich auch das Parlamentsmitglied Petras Gražulis (* 1954). 2013 wurde er bei einer Parade wegen der Störungen festgehalten.